# Dorothy Lamour
Dorothy Lamour, född Mary Leta Dorothy Slaton den 10 december 1914 i New Orleans, Louisiana, död 22 september 1996 i Los Angeles, Kalifornien, var en amerikansk skådespelare.

## Biografi
Dorothy Lamour blev 1931 Miss New Orleans, arbetade som elevator operator (hisskötare på ett varuhus) i Chicago, medverkade i radioshower i Los Angeles och var orkestervokalist, bland annat i Herbie Kayes orkester innan hon upptäcktes av Hollywood. Genombrottet kom direkt vid 22 års ålder i första filmen Djungelflickan (The Jungle Princess) 1936, en formidabel kassasuccé världen över som snart följdes av andra på samma eller liknande tema. Hon blev snabbt en av Hollywoods populäraste stjärnor, ofta i roller som exotisk hjältinna iklädd sarong i Söderhavet. Lamour brukade allmänt kallas för "The Sarong Girl" och "The beautiful one" i filmkretsar. Dorothy Lamours skönhet gick rakt igenom filmduken och hon var en skicklig komedienne. Hon gjorde också ett antal dramatiska roller, inte utan framgång. "A medal for Benny" var en av de mest kända och i "The French line" både sjöng och dansade hon. Think Hollywood - think Grable, Lamour and Turner var ett bevingat uttryck på den tiden.
Hon är troligen mest ihågkommen för sina roller i Två glada sjömän-filmerna mot Bing Crosby och Bob Hope, som till exempel Två glada sjömän går i land (1940) och Två glada sjömän i Marocko (1942). Hon medverkade i alla sju filmer i den populära "The road to..." -serien tillsammans med Hope och Crosby och var under 1940-talet en av filmindustrins högst betalda stjärnor. Hon sålde framgångsrikt så kallade "war bonds" (försvarsobligationer) under andra världskriget runt om i landet och ingick i amerikanska försvarets underhållningsdivision.
I några av sina filmer gjorde Lamour också uppmärksammade parodier av sig själv som söderhavsskönhet (Queen of the Hollywood Islands). Lamour hade en fin sensuell sångröst som passade ihop såväl med hennes romantiska filmroller som jazzballader och spelades flitigt i radio och grammofon under 1940-talet. Melodier som Perfidia, But beautiful, You're mine you och Moonligt and shadows hörde till de mest omtyckta.  
Hon gjorde ett 60-tal långfilmer innan hon drog sig tillbaka från filmen i början på 1950-talet för att ta hand om hus och familj. Lamour gjorde sedan ytterligare några filmer och tv-shower på 1960- och 1970-talet och huvudrollen i musikalen "Mame" på Broadway.
Lamour publicerade sina memoarer "My side of the Road" under 1980-talet. För en kvinna som började sin karriär som vacker söderhavsskönhet fick hon en lång karriär och var flitig gäst i olika underhållningssammanhang långt upp i åldern. I branschen var hon känd för sin anmärkningsvärt hjälpsamma natur och hon behöll sin ödmjukhet livet ut.
Lamour var gift två gånger, först 1935–1939 med orkesterledaren Herbie Kaye och sedan från 1943 med affärsmannen William Howard Ross, fram till hans död 1973. I det senare äktenskapet föddes två söner.
Lamour har två stjärnor på Hollywood Walk of Fame, en för film vid 6332 Hollywood Blvd, och en för radio vid 6240 Hollywood Blvd.

## Filmografi i urval
- 1936 – Djungelflickan (film)
- 1937 – Orkanen

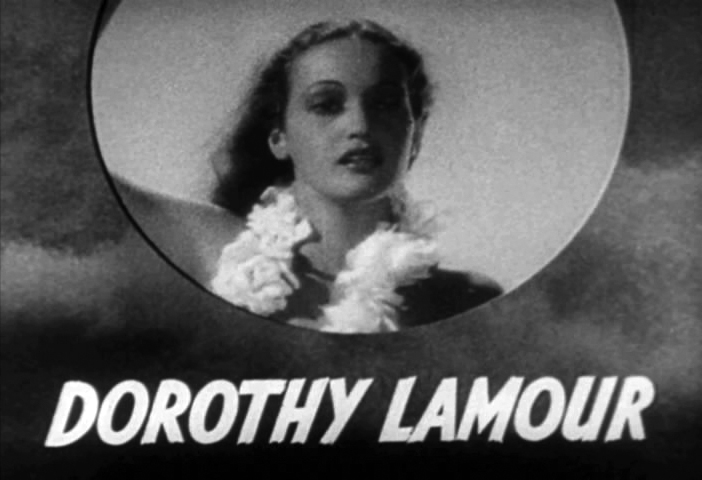
Dorothy Lamour, bild från trailern till Orkanen (1937).

- 1940 – Två glada sjömän går i land
- 1940 – Nattens vargar
- 1940 – Den förbjudna kyssen
- 1942 – Två glada sjömän i Marocko
- 1942 – Swingland or The Fleet's In
- 1947 – Åh, en sån deckare!
- 1947 – Vild skörd
- 1948 – Kom och blås!
- 1952 – Världens största show
- 1962 – Två glada sjömän i Hongkong
- 1963 – Donovans krog